# Hemichromis
Hemichromis – rodzaj słodkowodnych ryb okoniokształtnych z rodziny pielęgnicowatych (Cichlidae). Typ nomenklatoryczny plemienia Hemichromini.

## Występowanie
Afryka.

## Klasyfikacja
Gatunki zaliczane do tego rodzaju:
- Hemichromis angolensis Steindachner, 1865
- Hemichromis camerounensis Bitja-Nyom, Agnèse, Pariselle, Bilong-Bilong, Gilles & Snoeks, 2021
- Hemichromis elongatus (Guichenot, 1861)
- Hemichromis fasciatus Peters, 1857 – akara pięcioplama[3], czerwieniak pięcioplamy[4]

Gatunkiem typowym jest Hemichromis fasciatus.
W 2022 roku w oparciu o badania filogenetyczne kilka gatunków zaliczanych niegdyś do Hemichromis wydzielono do nowo utworzonego rodzaju Rubricatochromis.